# Poienița (gmina Arieșeni)
Poienița – wieś w Rumunii, w okręgu Alba, w gminie Arieșeni. W 2011 roku liczyła 65 mieszkańców.